# 나르메르
나르메르는 이집트 제1왕조의 초대 파라오이며, 나르메르의 뜻은 호루스 이름으로 "공격하는 메기"라는 뜻이다. 상이집트, 하이집트를 통일한 첫번째 파라오로 알려져 있다.

## 나르메르의 유적
나르메르와 관련된 중요한 유적은 바로 나르메르 팔레트이다. 이 짙은 녹색 팔레트 조각은 고대 이집트의 기념물 중 역사적 기록이 담긴 최초의 기념물이다.
첫 번째 팔레트에서 나르메르는 상이집트의 상징인 백관(헤제트)을 쓴 채 상대방의 앞머리를 잡고 몽둥이로 내려 치려는 듯한 모습으로 등장한다.(여기에서 상대방은 하이집트의 도시국가인 나카다의 추장으로 예상된다.) 이 장면은 서양 역사에서 왕의 정복장면으로 반복되어 나타난다. 두 번째 팔레트에서는 하이집트의 상징인 적관(데슈레트)을 쓴 채로 병사들의 사열을 지켜보는 모습으로 등장한다. 이러한 모습은 그가 양 쪽의 왕권을 모두 가지고 있었음을 나타낸다.
또다른 유적인 나르메르의 지팡이 머리(Narmer Macehead)에는 파라오의 왕위 갱신제인 헤브-세드를 기념하는 내용이 담겨 있다. 헤브-세드가 대체적으로 왕이 된 지 30년이 된 것을 기념하는 것으로 보아, 나르메르는 30년 이상을 통치한 것으로 보인다.

## 기록
마네토의 기록에 의하면 나르메르는 메네스와 같은 인물로 여겨질 수도 있지만, 고고학적 증거는 그가 상·하이집트의 통일자이자, 호르-아하의 전대 파라오라는 사실을 보여주고 있다.

## 같이 보기
- 이집트 제1왕조
- 파라오 목록
- 상이집트

## 참고 문헌
- 피터 클레이턴(Peter Clayton) 저, 정영목 역, 《파라오의 역사》, 까치, 2004